# Tupeia
Tupeia, monotipski biljni rod smješten u vlastiti podtribus Tupeinae, dio tribusa Psittacantheae, porodica ljepkovki. Jedini predstavnik je poluparazitski grm T. antarctica, novozelandski endem sa Sjevernog i Južnog otoka.
Cvjetovi su sitni. Cvjeta od listopada do prosinca, a plodove daje od od prosinca do ožujka.
Ova biljka parazitira na oko 40 vrsta drveća, poglavito onih iz porodica Fabaceae i Rubiaceae.

## Sinonimi
- Tupeia cunninghamii Miq.
- Tupeia pubigera Miq.
- Tupeia undulata Colenso
- Viscum antarcticum G.Forst.
- Viscum pubigerum A.Cunn.